# دادگاه بهداشت وراثت
دادگاه بهداشت وراثت (آلمانی: Erbgesundheitsgericht) نیز دادگاه بهداشت ژنتیکی، دادگاه هائی در آلمان بودند که تصمیم می‌گرفتند که آیا جلوگیری از بارداری مردم باید اعمال شود یا نه. دکتر کارل استل از ۱۹۳۴ تا ۱۹۳۷ مسئول دادگاه عالی بهداشت وراثت بود.